# Fresno de Cantespino
Fresno de Cantespino ist ein Ort und eine nordspanische Gemeinde (municipio) mit 288 Einwohnern (Stand: 2024) in der Provinz Segovia in der Autonomen Gemeinschaft Kastilien-León. Neben dem Hauptort Fresno de Cantespino gehören die Ortschaften Cascajares, Castiltierra, Cincovillas, Pajares und Riahuelas.

## Lage und Klima
Die Gemeinde Fresno de Cantespino liegt etwa 57 km (Fahrtstrecke) nordöstlich von Segovia in einer mittleren Höhe von ca. 1035 m. Das Klima ist im Winter rau, im Sommer dagegen gemäßigt bis warm; Regen  fällt übers Jahr verteilt.

## Bevölkerungsentwicklung
| Jahr      | 1970 | 1981 | 1991 | 2001 | 2011 | 2021 |
| Einwohner | 461  | 277  | 241  | 245  | 275  | 313  |

## Sehenswürdigkeiten

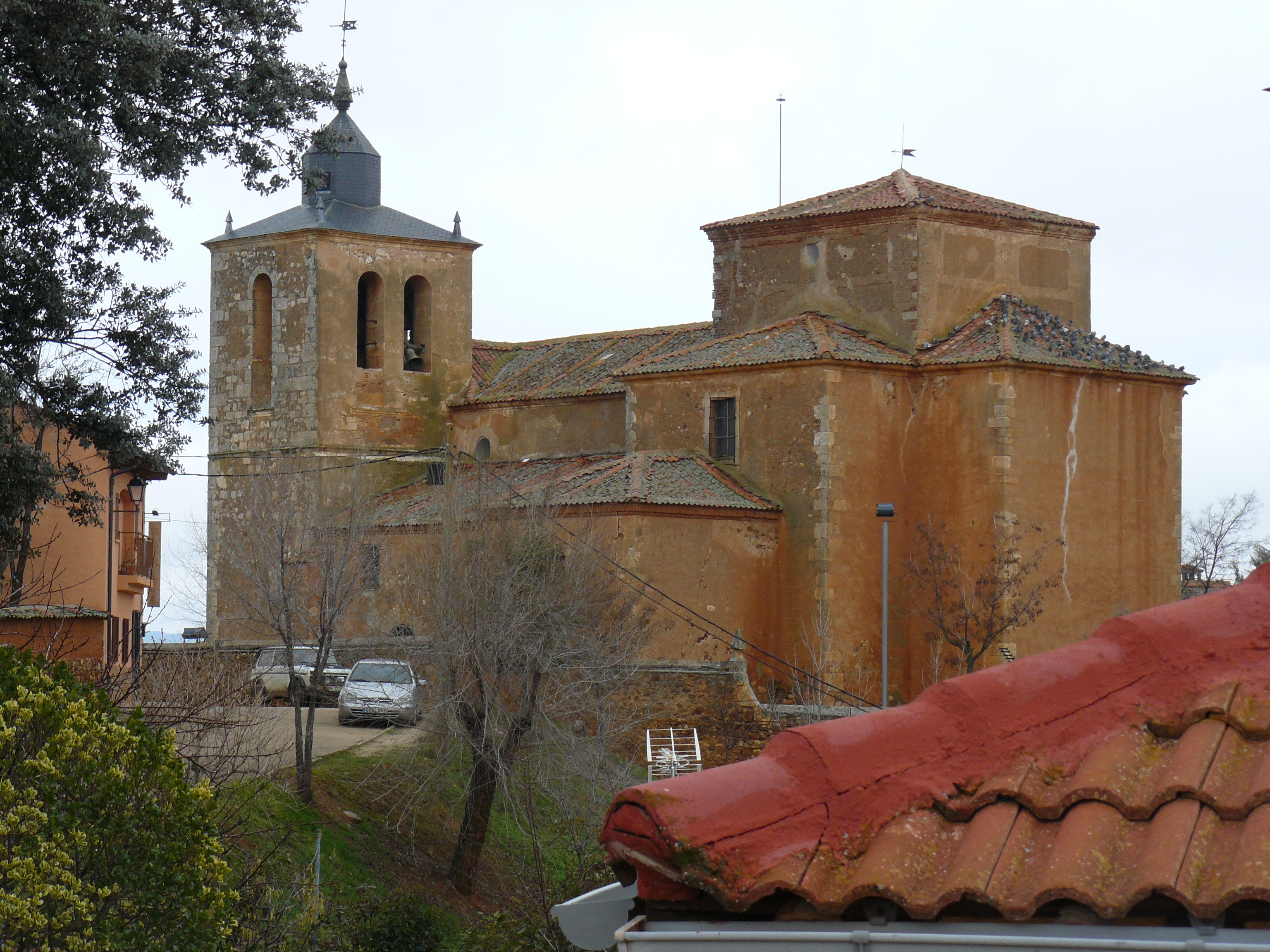
Nikolauskirche
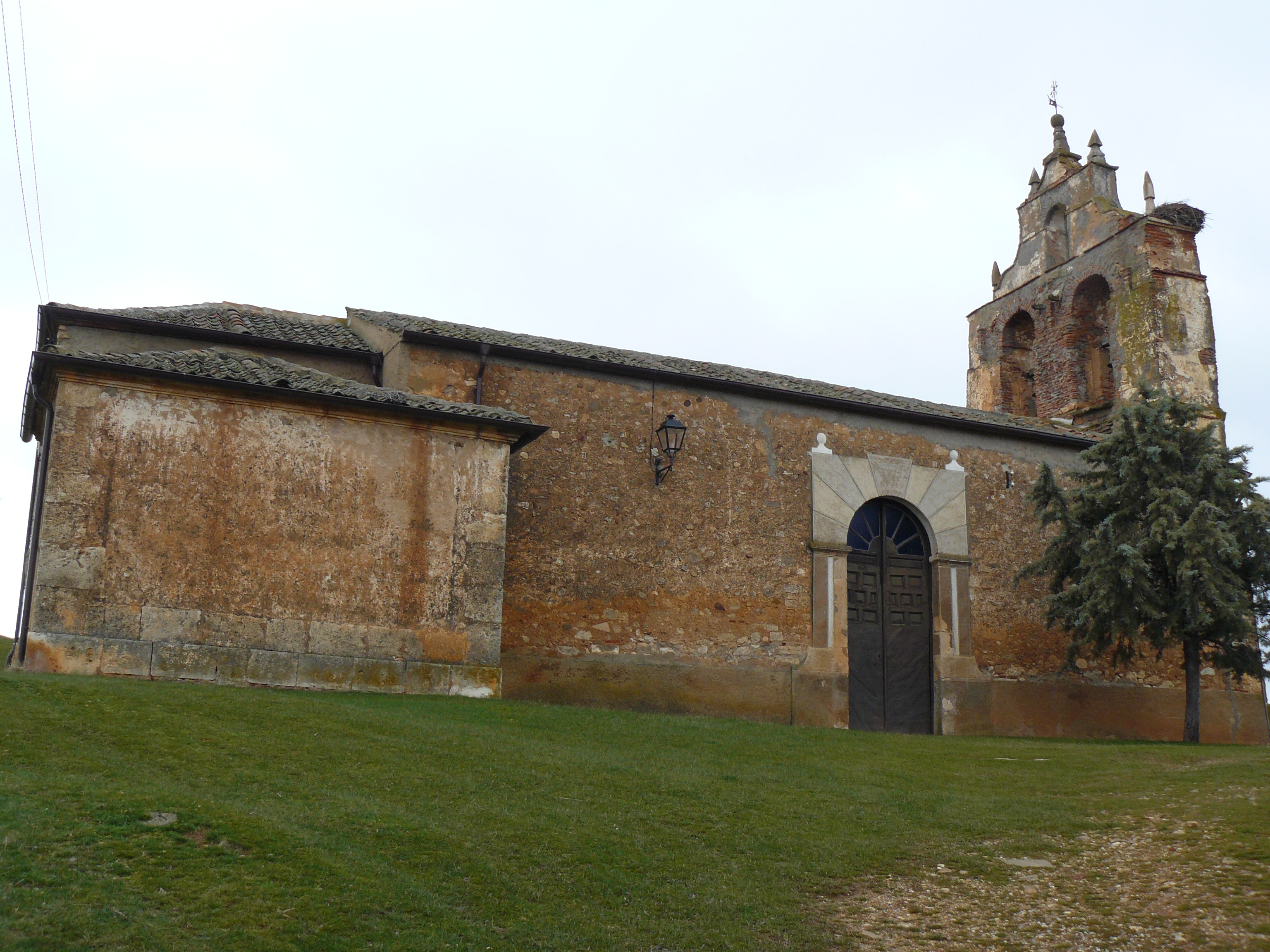
Christuskapelle
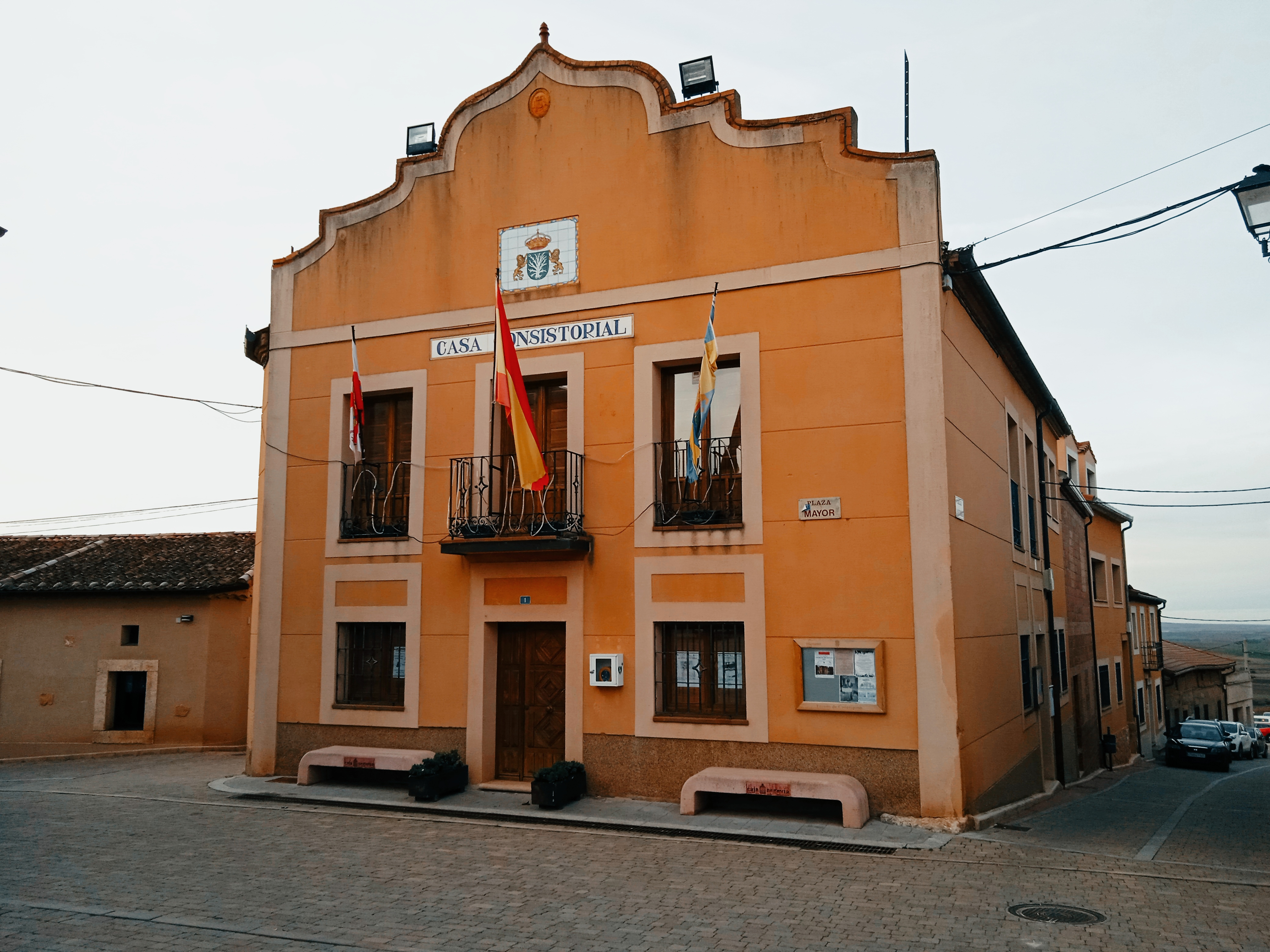
Rathaus

- Nikolauskirche
- Christuskapelle
- Rathaus